# El sexólogo
El sexólogo fue una serie de televisión, creada y dirigida por Mariano Ozores y protagonizada por su hermano Antonio Ozores. La serie cuenta con 13 episodios, de los que inicialmente solo llegaron a emitirse dos por TVE. Sin embargo, la serie fue cancelada por varias polémicas que surgieron en su emisión, acusándola de promover el machismo. Posteriormente la serie se emitió completa por Antena 3 en 1997 y fue renombrada como La noche de Ozores, siendo emitida a altas horas de la noche.

## Argumento
La clínica del sexólogo Ramón Acosta es el escenario en el que transcurren insólitas historias de personajes de lo más variopinto que buscan el consejo del especialista para solucionar sus problemas. Contará con la ayuda de la enfermera Margarita, enamorada de él, un ayudante Ricardo - estudiante de psicología - y una asistenta, Angustias. También pasarán por la clínica su exmujer Aurelia y su hija Beatriz

## Reparto
- Antonio Ozores como Ramón Acosta, el sexólogo
- Emma Ozores como Beatriz Acosta, hija de Ramón Acosta
- Nuria González como Margarita, enfermera ayudante de Ramón Acosta y enamorada de él.
- Fedra Lorente como Aurelia, ex-mujer de Ramón Acosta
- Florinda Chico como Angustias, una asistenta.
- Rafael Rojas como Ricardo, estudiante de psicología.

## Actores invitados
- Quique Camoiras
- Loreto Valverde
- Marta Valverde
- África Pratt
- Juanito Navarro
- Virginia Mataix
- Alfonso Lussón
- José Carabias
- Luis Barbero

## Audiencias
En su estreno, El sexólogo tuvo una audiencia de tres millones de espectadores y una cuota de pantalla alta, del 27,7%.

## Polémica
La sitcom nació envuelta en polémica ante las acusaciones de machismo, zafiedad y chabacanería vertidas desde diversos sectores. Cuando la serie todavía se estaba rodando, el diputado de Izquierda Unida, Felipe Alcaraz, la calificó de telebasura pura y dura.Tan solo tres días después de su estreno, el Instituto de la Mujer, dependiente del Ministerio de Asuntos Sociales de España, solicitaba la retirada de la serie por tacharla de claramente sexista.
El 12 de octubre de 1994, el sindicato Comisiones Obreras emitió un comunicado lamentando los 390 millones de pesetas procedentes de fondos públicos invertidos en la serie. También solicitaron la retirada el Partido Popular y Esquerra Republicana de Catalunya. El 18 de octubre de ese mismo año, y tan solo unas horas antes de que se emitiese el tercer episodio, el entonces director de RTVE anunció ante el Congreso de los Diputados la retirada temporal de la serie, ante la avalancha de críticas reforzadas por una criticada zafiedad que se resumía en la frase puesta en boca por el personaje interpretado por Florinda Chico Todas las mujeres llevamos dentro una furcia dormida.
Candau manifestó que se sometería el contenido a una comisión de expertos de cara a la reanudación de las emisiones, declarando que "yo, que he visionado varios capítulos, les aseguro, por mi honor, que no contienen sexismo ni agresión a la mujer". Al día siguiente, la entonces Ministra de Asuntos Sociales, Cristina Alberdi, manifestó su satisfacción por la cancelación del programa, llegando a señalar que era deleznable por hacer apología de la violación.
En diciembre, TVE vendió los derechos de emisión a Antena 3 por 403 millones de pesetas (2,4 millones de euros actuales).Esta cadena tardó dos años y medio en emitirla, bajo el título de La noche de Ozores, con algunos cambios de montaje y emitiéndola los martes sobre las 23:30 a partir de julio de 1997. Aún así, la serie también fue muy criticada cuando se emitió en Antena 3.